# 希尔伯特符号
在数学中，如果给定一个局部域 {\displaystyle K}，比如说实数域或p-进数域，设其去掉0后的乘法群为K×，则希尔伯特符号是一个关于K×的由互反律抽离而来的代数建构。希尔伯特符号得名于数学家大卫·希尔伯特。
具体来说，希尔伯特符号是一个从 K× × K× 射到 {−1,1} 的函数 {\displaystyle h(\cdot ,\cdot )} ：
| {\displaystyle h\left(a,b\right)={\begin{cases}\;\;\,+1\\\;\;\,-1\end{cases}}} | 如果方程 {\displaystyle z^{2}=ax^{2}+by^{2}} 有非零的正整数解 {\displaystyle (x,y,z)} |
| {\displaystyle h\left(a,b\right)={\begin{cases}\;\;\,+1\\\;\;\,-1\end{cases}}} | 如果方程 {\displaystyle z^{2}=ax^{2}+by^{2}} 只有零解                                 |
.
；
.

## 性质
由定义可以直接得到希尔伯特符号的三个性质：
- 如果 {\displaystyle a} 是完全平方数，那么对任意的 {\displaystyle b}，都有{\displaystyle h(a,b)=1}。
- 对{\displaystyle \mathbf {K} ^{\times }}中任意 {\displaystyle a}、{\displaystyle b}，{\displaystyle h(a,b)=h(b,a)}。
- 如果 {\displaystyle a\in \mathbf {K} ^{\times }} 而且 {\displaystyle a-1\in \mathbf {K} ^{\times }} ，那么{\displaystyle h(a,1-a)=1}。

进一步可以证明，{\displaystyle h(a,bc)=h(a,b)h(a,c)}。